# Delegitymizacja władzy
Delegitymizacja władzy – utrata aprobaty społecznej (legitymizacji) przez władzę. Polega na różnie motywowanym, fragmentarycznym lub całkowitym, krótkookresowym lub trwałym wycofaniu akceptacji różnych kręgów społeczeństwa dla systemu politycznego i podmiotów władzy; jest to spadek zdolności systemu do zaspokajania potrzeb społecznych; źródłem delegitymizacji jest niezadowolenie wynikające z tego, że system polityczny traci swoją sprawność zaspokajania żądań kierowanych pod jego adresem. Odwrotną do delegitymizacji jest legitymizacja systemu politycznego.

## Przyczyny delegitymizacji
- wewnętrzne - utrata zdolności zaspokajania potrzeb
- zewnętrzne - wpływ otoczenia międzynarodowego; wzmacniane poprzez przyczyny wewnętrzne np. sankcje nałożone przez międzynarodowe otoczenie, naciski, ukryte oddziaływanie na społeczeństwo - propaganda.

## Rodzaje delegitymizacji
- delegitymizacja fragmentaryczna - odmiany:

a) nie zagraża trwałości systemu politycznego i całego ustroju, dotyczy poszczególnych elementów systemu politycznego; brak wyzwania obalenia systemu politycznego; nie postuluje zmian ustrojowych;
b) działania grup ekstremistycznych - jest postulat zmiany ustroju politycznego, wysuwany przez relatywnie niewielkie grupy, ale nie ma on szans powodzenia;
- delegitymizacja całościowa - taka, która prowadzi do pełnej zmiany systemu społecznego w wymiarze politycznym i gospodarczym, strukturalnym i proceduralnym, najczęściej ma przebieg rewolucyjny;

## Skutki delegitymizacji
- zachowanie status quo
- modyfikacja systemu - na mocy decyzji podmiotu władzy lub modyfikacja na skutek nacisków oddolnych podmiotów delegitymizujących.
- zmiana jakościowa - zmian ustroju społecznego - zmiana ustroju społecznego - zmiana całego systemu politycznego i ogólnospołecznego, w drodze rewolucyjnej, gwałtownych zmian.